# Maello
Maello ist ein spanisches Bergdorf und eine Gemeinde (municipio) mit 700 Einwohnern (Stand: 2024) im Osten der Provinz Ávila in der Autonomen Gemeinschaft Kastilien-León.

## Lage und Klima
Der Ort Maello liegt auf der Nordseite des Iberischen Scheidegebirges in einer Höhe von ca. 1025 m. Die Stadt Ávila ist gut 37 km (Fahrtstrecke) in südwestlicher Richtung entfernt; der Nachbarort Villacastín befindet sich nur ca. 10 km in südöstlicher Richtung entfernt. Das Klima im Winter ist kühl, im Sommer dagegen trotz der Höhenlage durchaus warm; Niederschläge – selten auch in Form von Schnee – (ca. 425 mm/Jahr) fallen überwiegend im Winterhalbjahr.

## Bevölkerungsentwicklung
| Jahr      | 1857  | 1900  | 1950  | 2000 | 2018 |
| Einwohner | 1.082 | 1.276 | 1.303 | 645  | 596  |

Der seit der Mitte des 20. Jahrhunderts festzustellende deutliche Bevölkerungsrückgang (Landflucht) ist im Wesentlichen auf die Mechanisierung der Landwirtschaft, die Aufgabe von bäuerlichen Kleinbetrieben und den damit einhergehenden Verlust an Arbeitsplätzen zurückzuführen.

## Wirtschaft
Die Landwirtschaft (auch die Viehzucht) spielt traditionell die wichtigste Rolle im früher weitgehend auf Selbstversorgung basierenden Wirtschaftsleben der Gemeinde. Im Winterhalbjahr wurden früher Schafwolle und Lein gesponnen und gewebt. Seit den letzten Jahrzehnten des 20. Jahrhunderts sind Einnahmen aus dem Tourismus in Form der Vermietung von Ferienwohnungen (casas rurales) hinzugekommen.

## Geschichte
Im ersten Jahrtausend v. Chr. gehörte das Gemeindegebiet zum Siedlungsgebiet der keltischen Vettonen. Römische, westgotische und selbst arabisch-maurische Spuren fehlen. Im 10. und 11. Jahrhundert wurde die Region von den leonesischen Königen wahrscheinlich mehr oder weniger kampflos zurückerobert (reconquista) und anschließend neu oder wieder besiedelt (repoblación).

## Sehenswürdigkeiten

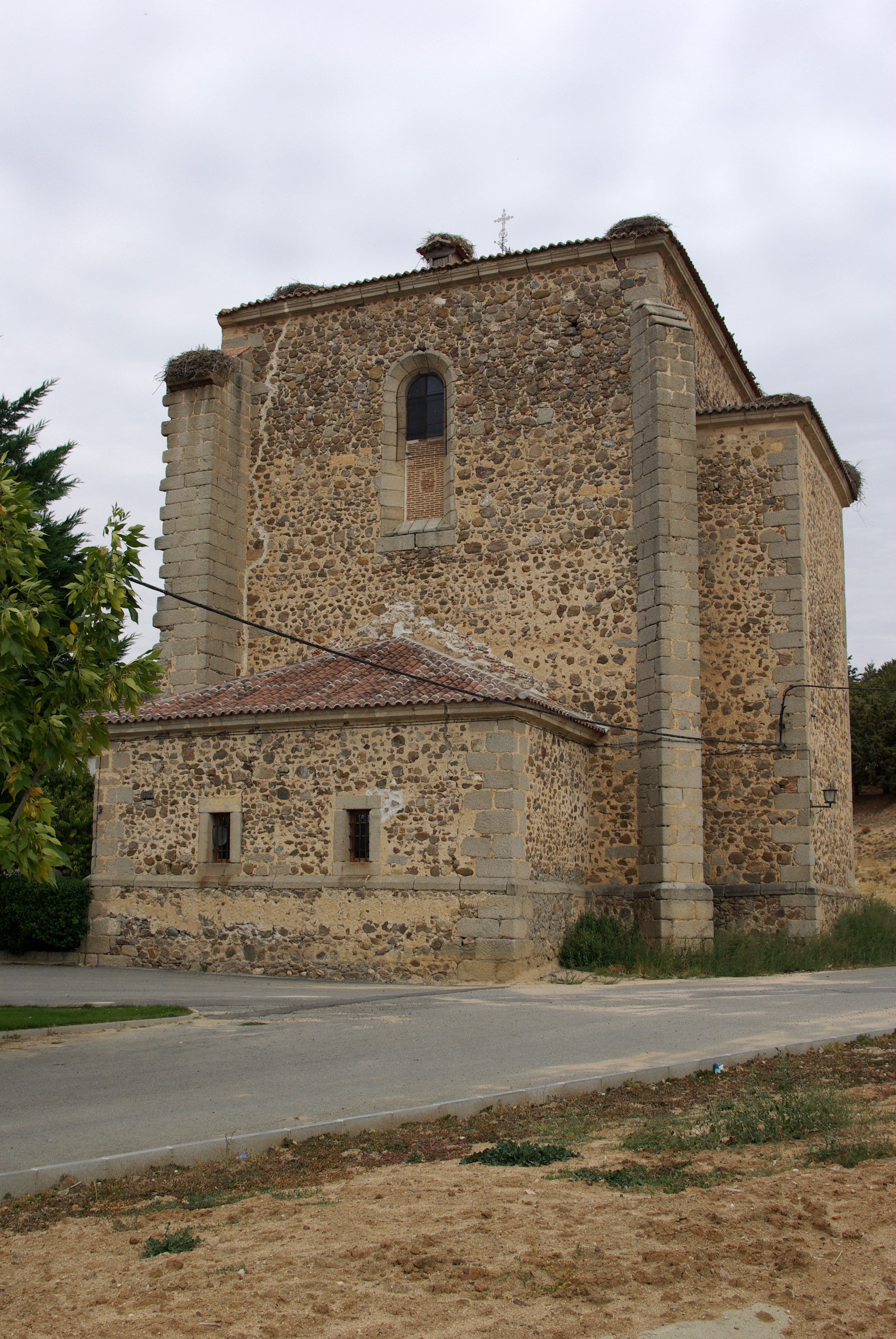
Maello, Chorbereich der Kirche

- Die Iglesia de San Juan Bautista ist Johannes dem Täufer geweiht. Während das Kirchenschiff noch aus dem 15. Jahrhundert stammt, wurden der Vierungs- und Chorbereich mit seiner flachschließenden Apsis im 17. Jahrhundert neugebaut. Dem Glockenturm aufgesetzt ist ein einfacher Glockengiebel (espadaña). In der Apsis befindet sich der imposante Hauptaltar. Eine kleinformatige Figurengruppe der hl. Familie aus Elfenbein ist der Schatz der Kirche; sie wird nur an besonderen Tagen gezeigt.[4]
- Südlich des Ortes befindet sich die zu Beginn des 20. Jahrhunderts errichtete Stierkampfarena (Plaza de toros).